# Kościół Przemienienia Pańskiego w Woli Zarczyckiej
Kościół Przemienienia Pańskiego w Woli Zarczyckiej – kościół parafialny w Woli Zarczyckiej.

## Historia i architektura
Świątynia została zbudowana w latach 1907–1912 według projektu Felicjana Bajana, w stylu gotyckim. Kościół posiada trzy nawy w kształcie krzyża. Do kościoła są trzy wejścia, a czwarte przez zakrystię. Dach jest kryty blachą, sygnaturka i wieża główna kryte są blachą miedzianą zakończone metalowymi krzyżami. W późniejszym czasie dobudowano skarbiec i zakrystię. Świątynia posiada sześć filarów, chór jest na szerokości całego kościoła. Trzy witraże: Przemienienie Pańskie, Święty Józef, Matka Boża, wykonane w 1912 przez Krakowski Zakład Witrażów i Mozaiki S.G. Żeleński.
17 czerwca 1919 biskup sufragan przemyski Karol Józef Fischer dokonał konsekracji.
U wejścia do prezbiterium we wnękach kościoła umieszczone są dwie figury: św. Mikołaja i św. Józefa. Stacje drogi krzyżowej namalowane są na blasze. Wieża ma długość 9,8 m, szerokość 6,8 m i jest wysoka na 52 m. W 1977 roku wstawiono metalowe okna i oszklone grubym zbrojonym szkłem.
Ołtarz główny został zbudowany w 1952 roku przez Władysława Muskałę z Trzebosi w stylu neogotyckim. Dwa boczne ołtarze z drzewa dębowego również w stylu neogotyckim. W jednym ołtarzu została umieszczona rzeźba Matki Bożej Wniebowziętej, z boku św. Kazimierza i św. Stanisława Kostki. Drugi ołtarz boczny: z rzeźbami Serca Pana Jezusa, a po bokach św. Franciszka Ksawerego i św. Antoniego Opata.
W 1964 powstała polichromia autorstwa Zygmunta Wilgusza z Krakowa
Ołtarz soborowy oraz ambonka według projektu ks. Stawarskiego wykonane przez pana Wajsa z Kąkolówki w 1975 roku. Ambona przedsoborowa także jest w stylu neogotyckim.
Po ostatnim remoncie umieszczone po bokach zegary od niedawna wygrywają melodie na Anioł Pański i Godzinę Miłosierdzia.
Dzwonnica zbudowana w 1971 roku w stylu neogotyckim. Wiszą tam trzy dzwony wykonane w 1964 roku przez p. Felczyńskich z Przemyśla. Dzwony mają napęd elektroniczny.
Parafia posiada cmentarz od XIX wieku. W ostatnich latach został on znacznie poszerzony. Wybudowano tam także kaplicę pogrzebową, poświęconą w 2005 roku.